# Heimdallarchaeia
Heimdallarchaeia o Heimdallarchaeota es una clase candidata de arqueas recientemente propuesto (2017) a partir de muestras genómicas obtenidas de sedimentos marinos. Evolutivamente tiene gran importancia debido a que es el grupo de arqueas más cercano a los Eukaryota de acuerdo con los árboles filogenéticos, lo que significa que una arquea emparentada con Heimdallarchaeia o de este grupo estuvo involucrada con el origen de la primera célula eucariota.
Las muestras se obtuvieron en dos localizaciones (Castillo de Loki y la bahía de Aarhus) de un conjunto de siete localizaciones geográficas distintas en las que se realizó una búsqueda exhaustiva de secuencias genómicas de arqueas. Con ello se ha determinado que la abundancia de este tipo de arqueas es mucho menor que las pertenecientes al grupo Lokiarchaeia.
Los estudios moleculares han determinado que son lo suficientemente diferentes del resto de las arqueas para constituir un nuevo grupo del filo Promethearchaeota (Asgard). Esta clase contiene arqueas que presentan secuencias genéticas que codifican proteínas que hasta poco se consideran exclusivas de los eucariotas.
En cuanto a su metabolismo, es probable que tenga un nicho microóxigénico en función de su potencial genómico, con vías metabólicas aeróbicas que son únicas en Archaea.